# Ебрах
Ебрах (нім. Ebrach) — громада в Німеччині, розташована в землі Баварія. Підпорядковується адміністративному округу Верхня Франконія. Входить до складу району Бамберг. Центр об'єднання громад Ебрах.
Площа — 29,58 км2. Населення становить 1879 ос. (станом на 31 грудня 2020).

## Географії

### Адміністративний поділ
Громада  складається з 11 районів:
- Бух-бай-Ебрах
- Еберау-бай-Ебрах
- Гросбірках
- Гросгрессінген
- Гоф-бай-Ебрах
- Кляйнбірках
- Кляйнгрессінген
- Маєрай-бай-Ебрах
- Нойдорф-бай-Ебрах
- Шмерб
- Вінкельгоф